# エセキエル・ベナビーデス
エセキエル・エマヌエル・ベナビーデス（Exequiel Emanuel Benavídez, 1989年3月5日 - ）は、アルゼンチン・サンティアゴ・デル・エステロ出身のサッカー選手。CAチャカリタ・ジュニアーズ所属。ポジションはMF。

## 経歴
2008年、アルセナルFC戦でデビューした。2009年、U-20アルゼンチン代表に選出され、南米ユース選手権に出場した。
2017年7月31日、プリメーラB・ナシオナル所属の地元クラブであるCAミトレへ加入することが発表された。

## タイトル
ボカ・ジュニアーズ
- プリメーラ・ディビシオン : 2008アペルトゥーラ